# Ħamrun

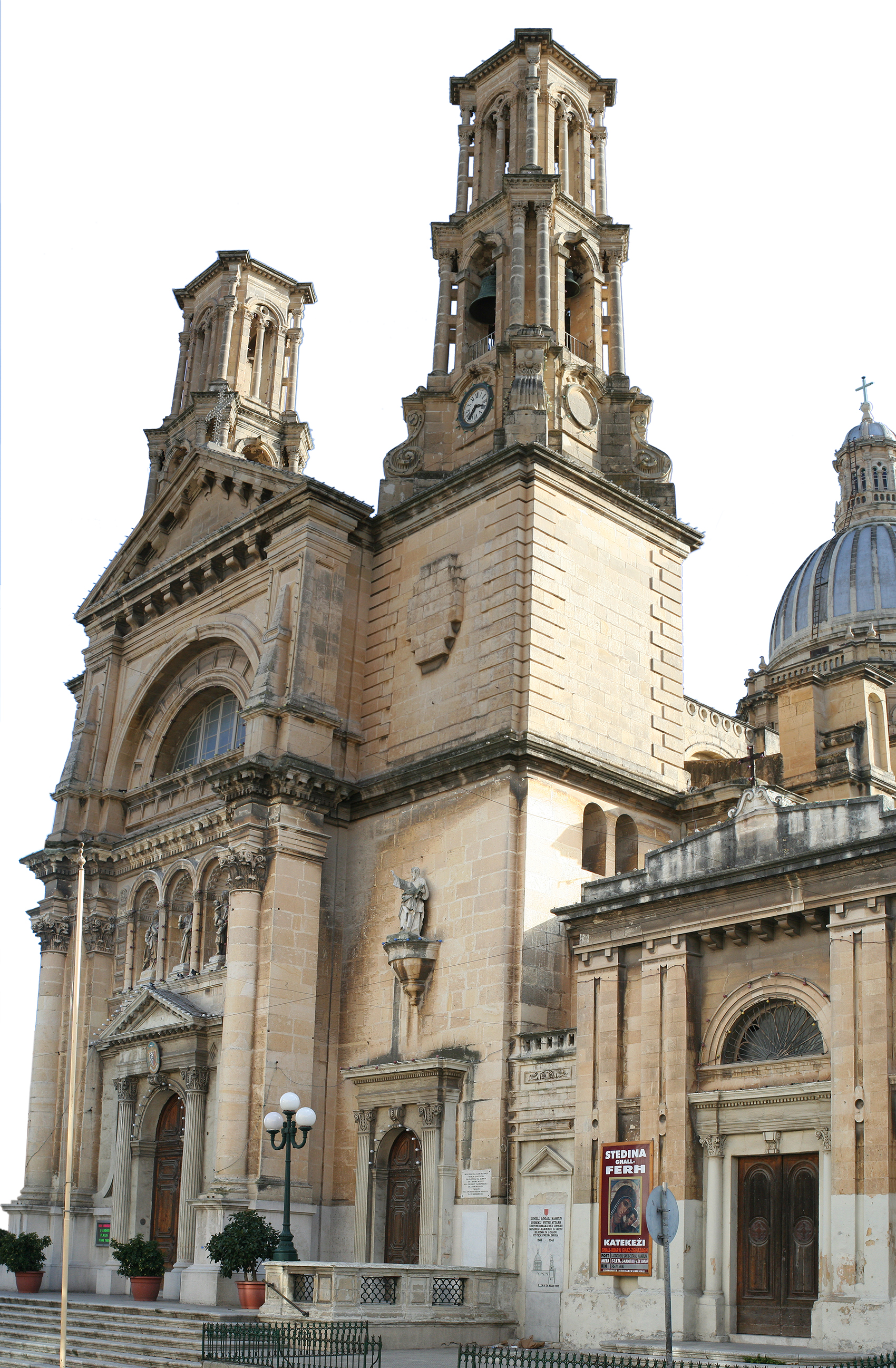
Igreja de Ħamrun

Localização de Ħamrun em Malta

Ħamrun é um povoado do centro da ilha de Malta em Malta.